# Lista de prefeitos de Caroebe
Esta é a lista de prefeitos e vice-prefeitos do município de Caroebe, estado brasileiro de Roraima.
| N° | Nome                                   | Imagem                       | Partido                                          | Vice-prefeito                                      | Início do mandato      | Fim do mandato                                  | Observações                                                                                   |
| 1  | Antônio de Souza Martins Filho         |                              | Partido do Movimento Democrático Brasileiro PMDB | Ilário José de Lima (PPB)                          | 1º de janeiro de 1997  | 31 de dezembro de 2000                          | Prefeito e vice eleitos em sufrágio universal                                                 |
| 1  | Antônio de Souza Martins Filho         | 1º de janeiro de 2001        | Partido do Movimento Democrático Brasileiro PMDB | Ilário José de Lima (PPB)                          | 31 de dezembro de 2004 | Prefeito e vice reeleitos em sufrágio universal |                                                                                               |
| 2  | Francisco Severo da Silva, Ivan Severo |                              | Partido Liberal PL                               | José de Ribamar Alves da Silva, Goiano (PL)        | 1º de janeiro de 2005  | 31 de dezembro de 2008                          | Prefeito e vice eleitos em sufrágio universal                                                 |
| 3  | Arnaldo Muniz de Souza                 |                              | Partido da República PR                          | Paulo César Gomes Ortiz (PSDB)                     | 1º de janeiro de 2009  | 15 de maio de 2011                              | Prefeito e vice eleitos em sufrágio universal cujo titular foi afastado por ordem judicial    |
| —  | Paulo César Gomes Ortiz                |                              | Partido da Social Democracia Brasileira PSDB     | Cargo vago                                         | 16 de maio de 2011     | 17 de agosto de 2011                            | Vice-prefeito eleito no cargo de Prefeito                                                     |
| —  | Arnaldo Muniz de Souza                 |                              | Partido da República PR                          | Paulo César Gomes Ortiz (PSDB)                     | 18 de agosto de 2011   | 22 de outubro de 2011                           | Prefeito e vice eleitos em sufrágio universal cujo titular foi reempossado por ordem judicial |
| —  | Paulo César Gomes Ortiz                |                              | Partido da Social Democracia Brasileira PSDB     | Cargo vago                                         | 27 de outubro de 2011  | 31 de dezembro de 2012                          | Vice-prefeito eleito no cargo de Prefeito                                                     |
| 4  | Paulo Cezar Ortiz                      |                              | Partido da Social Democracia Brasileira PSDB     | Gessy Jesus de Souza (PR)                          | 1º de janeiro de 2013  | 31 de dezembro de 2016                          | Prefeito e vice eleitos em sufrágio universal                                                 |
| 5  | Argilson Raimundo Pereira Martins      |                              | Partido da Social Democracia Brasileira PSDB     | José Antonio Moreira da Silva, Zé do Galdino (PHS) | 1º de janeiro de 2017  | 31 de dezembro de 2020                          | Prefeito e vice eleitos em sufrágio universal                                                 |
| 6  | Osmar Serra Bonfim Filho               |                              | Republicanos REP                                 | Paulo Cesar Gomes Ortiz (CDN)                      | 1º de janeiro de 2021  | 31 de dezembro de 2024                          | Prefeito e vice eleitos em sufrágio universal                                                 |
| 6  | Osmar Serra Bonfim Filho               | Paulo Cesar Gomes Ortiz (PP) | Republicanos REP                                 | 1º de janeiro de 2025                              | Atualidade             | Prefeito e vice reeleitos em sufrágio universal |                                                                                               |